# Leiothlypis
Leiothlypis är ett fågelsläkte i familjen skogssångare inom ordningen tättingar: Släktet omfattar sex arter som häckar från Alaska till nordvästra Mexiko och övervintrar söderut till norra Sydamerika:
- Tennesseeskogssångare (L. peregrina)
- Orangekronad skogssångare (L. celata)
- Colimaskogssångare (L. crissalis)
- Rostgumpad skogssångare (L. luciae)
- Nashvilleskogssångare (L. ruficapilla)
- Enskogssångare (L. virginiae)

Tidigare fördes de till Vermivora, men DNA-studier visar att de inte är nära släkt med varandra.